# Tarō Takemi
Tarō Takemi (武見 太郎?, Takemi Tarō; 7 agosto 1904 – Tokyo, 20 dicembre 1983) è stato un medico giapponese.

## Biografia
Dopo aver completato i suoi studi nel 1930 presso la scuola di medicina dell'Università Keio, Takemi si recò al Riken per studiare le possibilità di applicazione della fisica nucleare alla medicina sotto Yoshio Nishina, che fu un famoso fisico giapponese. Costruì il primo elettrocardiografo portatile nel 1937, e fu anche conosciuto per la scoperta del vettorcardiogramma nel 1939. Fu anche ricercatore medico, brevettò diversi esami di laboratorio, e fu un membro del gruppo di studio che valutò gli effetti del bombardamento atomico di Hiroshima nel 1945.
Lavorò come medico a Ginza nel 1939 e lavorò presso l'Università Keio, l'Università Kitasato e l'Università di Tōkai. Nel 1982 è stato nominato visiting professor presso la Harvard School of Public Health, ma non fu in grado di concludere il mandato per la malattia che lo colpì. Morì a Tokyo nel dicembre 1983.